# Karl Heinz Kenn
Karl Heinz Kenn (* 22. November 1926 in Homberg/Niederrhein; † 20. Februar 2000) war ein deutscher Politiker und  Landtagsabgeordneter (SPD).

## Leben und Beruf
Nach dem Besuch der Volksschule absolvierte er eine Ausbildung zum Technischen Zeichner. Bis zum Jahr 1950 war er als Konstrukteur im Brückenbau beschäftigt. Er bildete sich ständig an Abendschulen fort und studierte in den Jahren 1950 bis 1953 an der staatlichen Ingenieurschule für Maschinenbau Duisburg mit dem Abschluss Ingenieur. Danach war Kenn als Konstrukteur, Statiker und Projektingenieur berufstätig. 
Der SPD gehörte er seit 1955 und der IG Metall seit 1946 an. Er war in verschiedenen Parteigremien tätig, u. a. als zweiter Vorsitzender des Unterbezirks Duisburg und als Mitglied im Landesausschuss der SPD NRW. Außerdem war er Mitglied der Arbeiterwohlfahrt.

## Abgeordneter
Vom 28. Mai 1975 bis zum 30. Mai 1990 war Kenn Mitglied des Landtags des Landes Nordrhein-Westfalen. Er wurde jeweils in den Wahlkreisen 042 Moers II bzw. 068 Duisburg III direkt gewählt.
Mitglied des Stadtrates der Stadt Homberg war er in den Jahren 1961 bis 1974 und Mitglied des Kreistages des Kreises Moers ebenfalls in dieser Zeit.

## Ehrungen
Kenn wurde mit dem Bundesverdienstkreuz 1. Klasse und am 4. Juni 1993 mit dem Verdienstorden des Landes Nordrhein-Westfalen ausgezeichnet.